# Suhas Patankar
Suhas V. Patankar (Pune, 22 de fevereiro de 1941) é um engenheiro mecânico indiano naturalizado estadunidense.